# Kunsthalle Bielefeld
De Kunsthalle Bielefeld is zowel een museum met een eigen collectie als een kunsthal met vier wisseltentoonstellingen per jaar. De kunsthal is gelegen aan de Artur-Ladebeck-Straße 5 in de stad Bielefeld in de Duitse deelstaat Noordrijn-Westfalen.

## Geschiedenis
Op 6 juli 1959 vond een eerste gesprek plaats tussen Rudolf August Oetker en de burgemeester van Bielefeld, Artur Ladebeck. Oetker was bereid de kosten voor de bouw en het interieurontwerp te betalen, als de stad het onroerend goed ter beschikking wilde stellen. De eerste steen werd gelegd op 21 september 1966 en de officiële opening was op 27 september 1968.
De kunstinstelling werd gebouwd naar een ontwerp van de Amerikaanse architect Philip Johnson in de zogenaamde Internationale stijl. Het is het enige museumgebouw in Europa van Johnson. De gevel van het kubistische gebouw is bekleed met rode zandsteen. Het museum had de naam Richard-Kaselowsky-Haus meegekregen. Richard Kaselowsky was de stiefvader van Rudolf-August Oetker en hij was lid geweest van de Nationaalsocialistische Duitse Arbeiderspartij (NSDAP).
Na een jarenlang slepend conflict rond de naamgeving, werd in 1998 definitief besloten de kunstinstelling Kunsthalle Bielefeld te noemen, zonder verwijzing naar de wegens zijn NS-verleden besmette stiefvader. Oetker besloot daarop zijn aandeel in de collectie (bruiklenen) terug te trekken.

## Collectie
De vaste collectie van de kunsthal bestaat uit:

### Binnencollectie
- Alexej von Jawlensky: Russin (1911)
- August Macke: Pierrot (1913)
- Max Beckmann: Italienische Fantasie (1925)
- Man Ray: La Rue Ferou (1952)

alsmede werken van onder anderen Pablo Picasso, Sonia Delaunay-Terk, Robert Delaunay, László Moholy-Nagy, Oskar Schlemmer en Hiroshi Sugimoto.

### Buitencollectie
- Olafur Eliasson: Spiral-Pavillon (1999/2001)
- Thomas Schütte: Frau (2000)
- Auguste Rodin: Le Penseur (1902/3)
- Henri Laurens: Le Matin
- Henry Moore: Oval with Points (1968/1970)
- Richard Serra: Axis (1989)

alsmede sculpturen van onder anderen Sol LeWitt, Otto Freundlich, Ulrich Rückriem, David Rabinowitch en Giuseppe Spagnulo.